# Stappenbeck
Stappenbeck ist eine Ortschaft und ein Ortsteil der Hansestadt Salzwedel im Altmarkkreis Salzwedel in Sachsen-Anhalt.

## Geographie

### Lage
Stappenbeck, ein Straßendorf mit zwei Kirchen, liegt etwa sieben Kilometer südöstlich von Salzwedel in der Altmark. Südlich des Dorfes strömt der Schleggraben nach Westen in die Jeetze.
Nachbarorte sind Buchwitz, Pretzier und Mahlsdorf.

### Ortschaftsgliederung
Zur Ortschaft Stappenbeck gehören die Ortsteile Stappenbeck und Buchwitz.

## Geschichte

### Mittelalter bis Neuzeit
Vor der Jahre 1311 wird Gheseke Tochter des Hynrici Stappenbeke in Salzwedel genannt.
Im Jahre 1348 wurde das dorpe Stappenbeke in einer Urkunde erwähnt, als Markgraf Ludwig den von der Schulenburg Renten aus verschiedenen Dörfern überließ. Im Jahre 1360 wurde das Dorf als villa Stappenebeke aufgeführt, als Hebungen aus dem Dorf einem Altar in Salzwedel vereignet wurden.
Im Landbuch der Mark Brandenburg von 1375 wird das Dorf Stappenbeke mit 28 Zinshufen sehr detailliert beschrieben. Bereits 1687 wurde der heutige Name Stappenbeck verwendet.

### Herkunft des Ortsnamens
Jürgen Udolph führt den Ortsnamen auf das mittelniederdeutsche Wort „Stope“ für „Stufe“ oder „Treppe“ zurück.

### Archäologie
1843 wurde eine außergewöhnlich große Spiralplattenfibel zusammen mit zwei Rippenarmringen beim Planieren eines Hügels entdeckt. Sie stammen aus der Bronzezeit.
1994 wurde bei Untersuchungen eine kaiserzeitliche Siedlung gefunden.
In den Jahren 1955 und 1958 sind bei Stappenbeck Oberflächenfunde (Scherben) aus einer altslawischen Siedlung des 9. bis 10. Jahrhundert geborgen und an das Danneil-Museum in Salzwedel übergeben worden.

### Burg Schulenburg

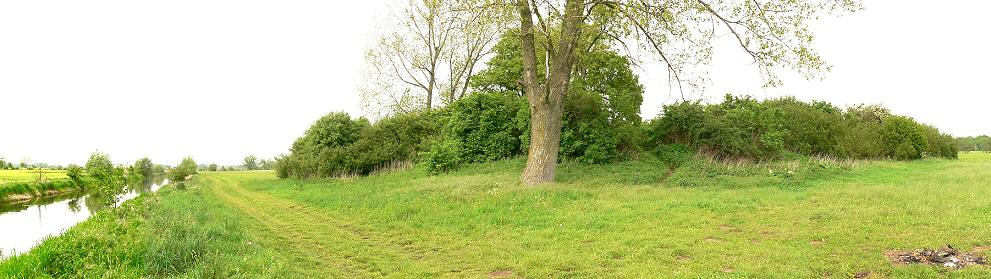
Burghügelreste der Schulenburg an der Jeetze

Etwa 3 km westlich des Ortes in der Gemarkung Stappenbeck lag auf der rechten Seite der Jeetze die Schulenburg als Stammburg des Geschlechts derer von der Schulenburg. Die Burg entstand hier einige Kilometer südlich von Salzwedel vermutlich Ende des 12. Jahrhunderts, war aber schon im 14. Jahrhundert wieder wüst gefallen. Die kleine Burgstelle mit den Ausmaßen von 20 × 25 m lag verborgen in den Jeetzesümpfen. Sie hatte den Charakter einer Turmhügelburg. Davon ist heute nur noch ein Erdhügel vorhanden. Bei Nachforschungen im 19. Jahrhundert waren noch Burgturm, Wohnhaus und Keller als Ruinen vorhanden. Landesdirektor Wilhelm von der Schulenburg richtete seinerzeit die Burgstelle wieder her und grub mittelalterliche Waffen sowie Geräte aus. Im Jahr 2016 nahm die Universität Göttingen archäologische Untersuchungen an der Burgstelle vor. Dabei wurden Reste des achteckigen Burgturms mit 12 Meter Durchmesser und des Palas entdeckt sowie zum Teil freigelegt.

### Eingemeindungen

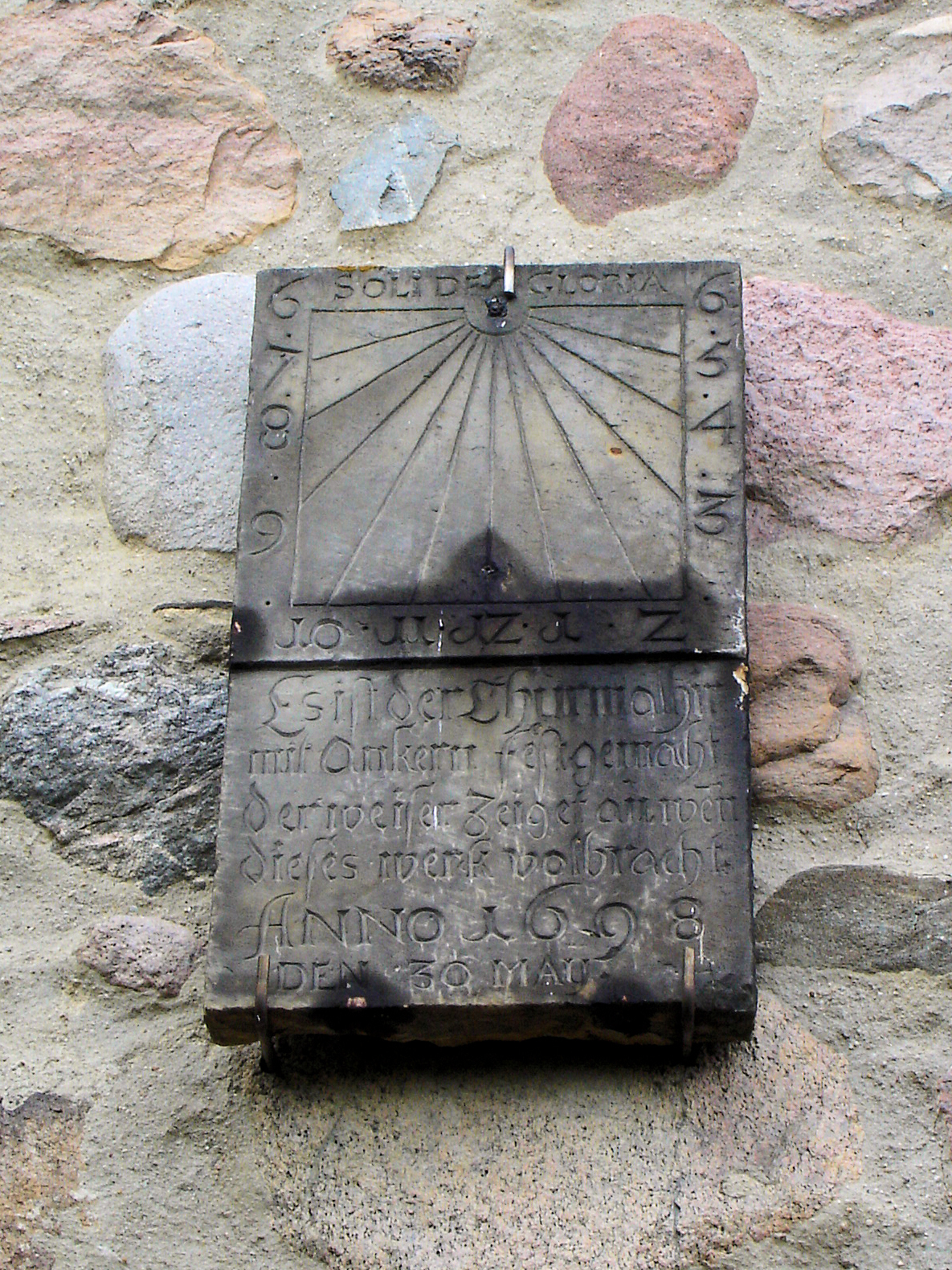
Sonnenuhr an der Kirche St. Marien

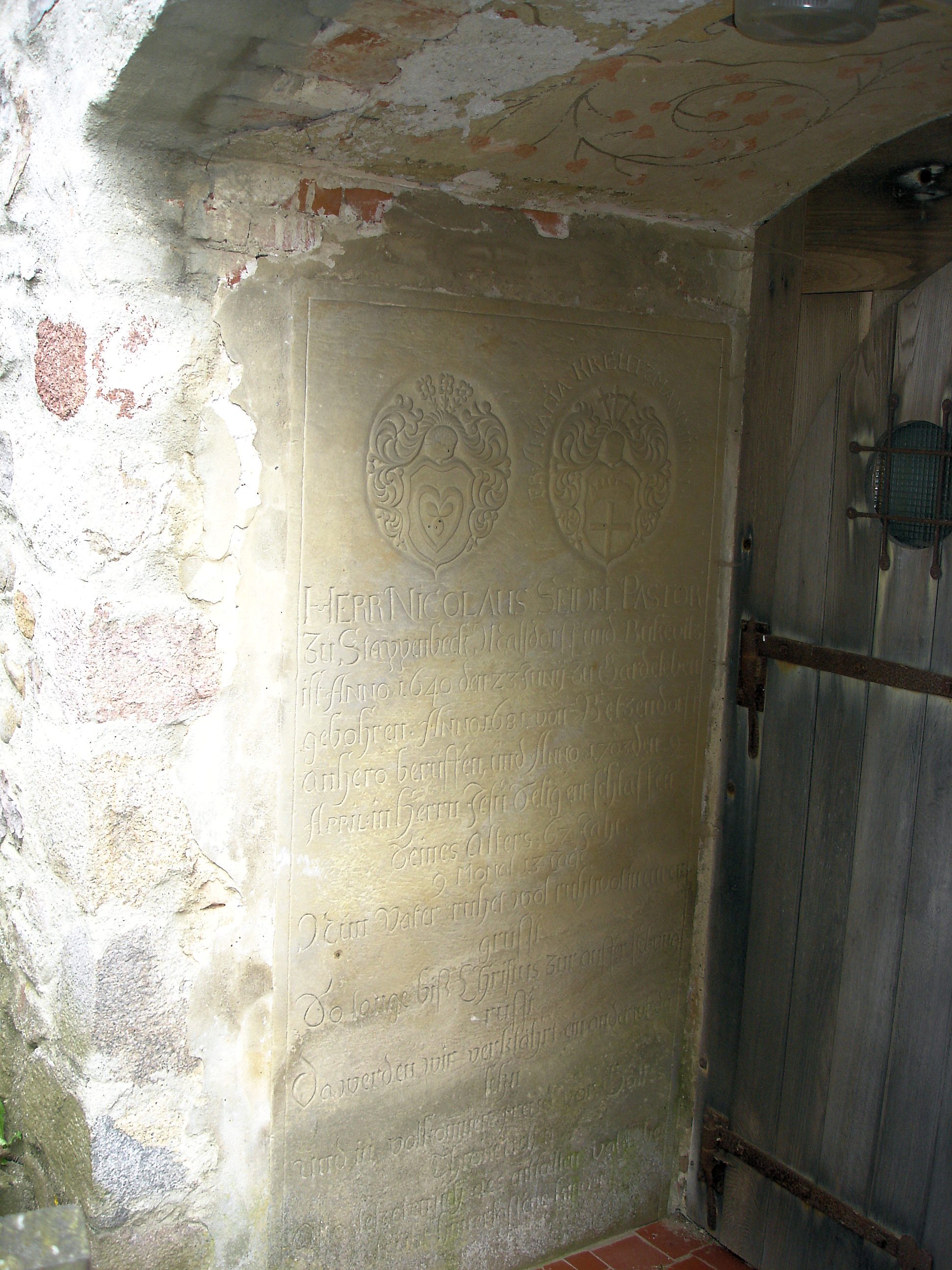
Epitaph des Pfarrers Nikolaus Seidel (1681–1703) an der Kirche St. Marien

Ursprünglich gehörte das Dorf zum Arendseeischen Kreis der Mark Brandenburg in der Altmark. Zwischen 1807 und 1813 lag es im Landkanton Salzwedel auf dem Territorium des napoleonischen Königreichs Westphalen. Ab 1816 gehörte die Gemeinde zum Kreis Salzwedel, dem späteren Landkreis Salzwedel.
Am 20. Juli 1950 wurde die bis dahin eigenständige Gemeinde Buchwitz in die Gemeinde Stappenbeck im Landkreis Salzwedel eingegliedert. Am 1. Januar 1974 wurde die Gemeinde Stappenbeck mit ihrem Ortsteil Buchwitz in die Gemeinde Mahlsdorf eingemeindet. Als politisch selbstständige Gemeinde entstand Stappenbeck durch Ausgliederung aus Mahlsdorf am 1. Mai 1990 neu.
Vermutlich wurde der neuen Gemeinde Stappenbeck im Jahre 1990 der Ortsteil Buchwitz wieder zugeordnet.
Die Gemeinde Stappenbeck verlor am 1. Januar 2005 durch Eingemeindung in die Stadt Salzwedel ihre politische Selbstständigkeit erneut. Später entstand die Ortschaft Stappenbeck mit den Ortsteilen Stappenbeck und Buchwitz.

### Einwohnerentwicklung

#### Gemeinde
| Jahr | Einwohner |
| ---- | --------- |
| 1734 | 167       |
| 1774 | 153       |
| 1789 | 145       |
| 1798 | 184       |
| 1801 | 215       |
| 1818 | 182       |
| 1840 | 274       |

| Jahr | Einwohner |
| ---- | --------- |
| 1864 | 319       |
| 1871 | 296       |
| 1885 | 310       |
| 1892 | [00]304   |
| 1895 | 300       |
| 1900 | [00]245   |
| 1905 | 286       |

| Jahr | Einwohner |
| ---- | --------- |
| 1910 | [00]293   |
| 1925 | 278       |
| 1939 | 252       |
| 1946 | 422       |
| 1964 | 405       |
| 1971 | 396       |
| 2003 | 415       |

Quelle, wenn nicht angegeben, bis 1971:

#### Ortsteil
| Jahr | Einwohner |
| ---- | --------- |
| 2005 | [00]205   |
| 2010 | [00]193   |
| 2014 | [00]190   |
| 2015 | [00]186   |
| 2020 | [00]172   |
| 2021 | [00]159   |
| 2022 | [00]154   |
| 2023 | [0]153    |

## Religion

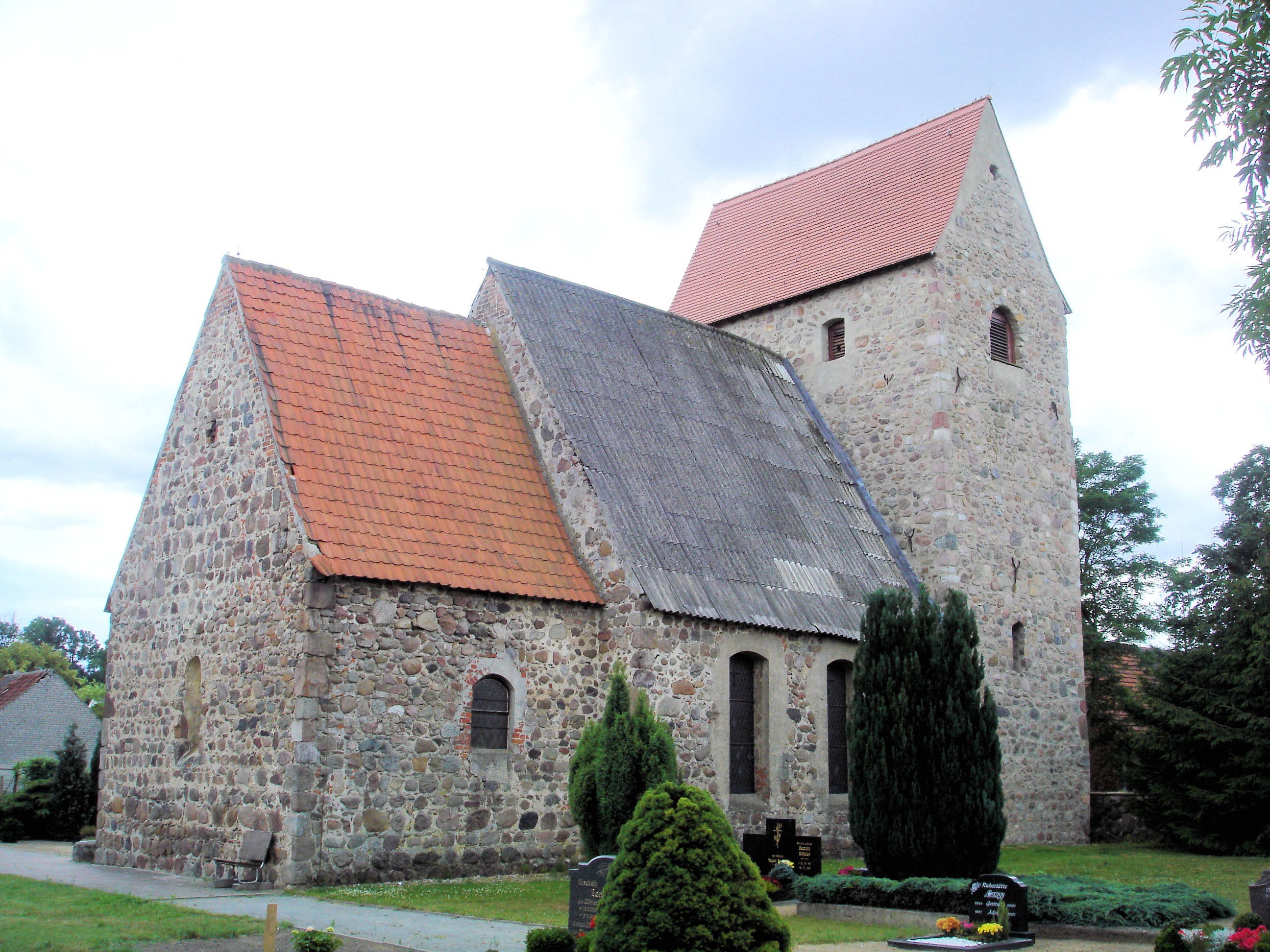
Dorfkirche St. Marien

Die evangelische Kirchengemeinde Stappenbeck, die früher zur Pfarrei Stappenbeck gehörte, wird heute betreut vom Pfarrbereich Salzwedel-St. Georg im Kirchenkreis Salzwedel im Bischofssprengel Magdeburg der Evangelischen Kirche in Mitteldeutschland.

## Politik

### Ortsbürgermeister
Ortsbürgermeister der Ortschaft Stappenbeck ist Heiko Genthe.

### Ortschaftsrat
Bei der Ortschaftsratswahl am vom 9. Juni 2024 stellte sich die Wählergemeinschaft „Stappenbeck-Buchwitz“ zur Wahl. Sie errang alle fünf Sitze. Gewählt wurden zwei Ortschaftsrätinnen und drei Räte. Die Wahlbeteiligung betrug 71,38 Prozent.

## Kultur und Sehenswürdigkeiten

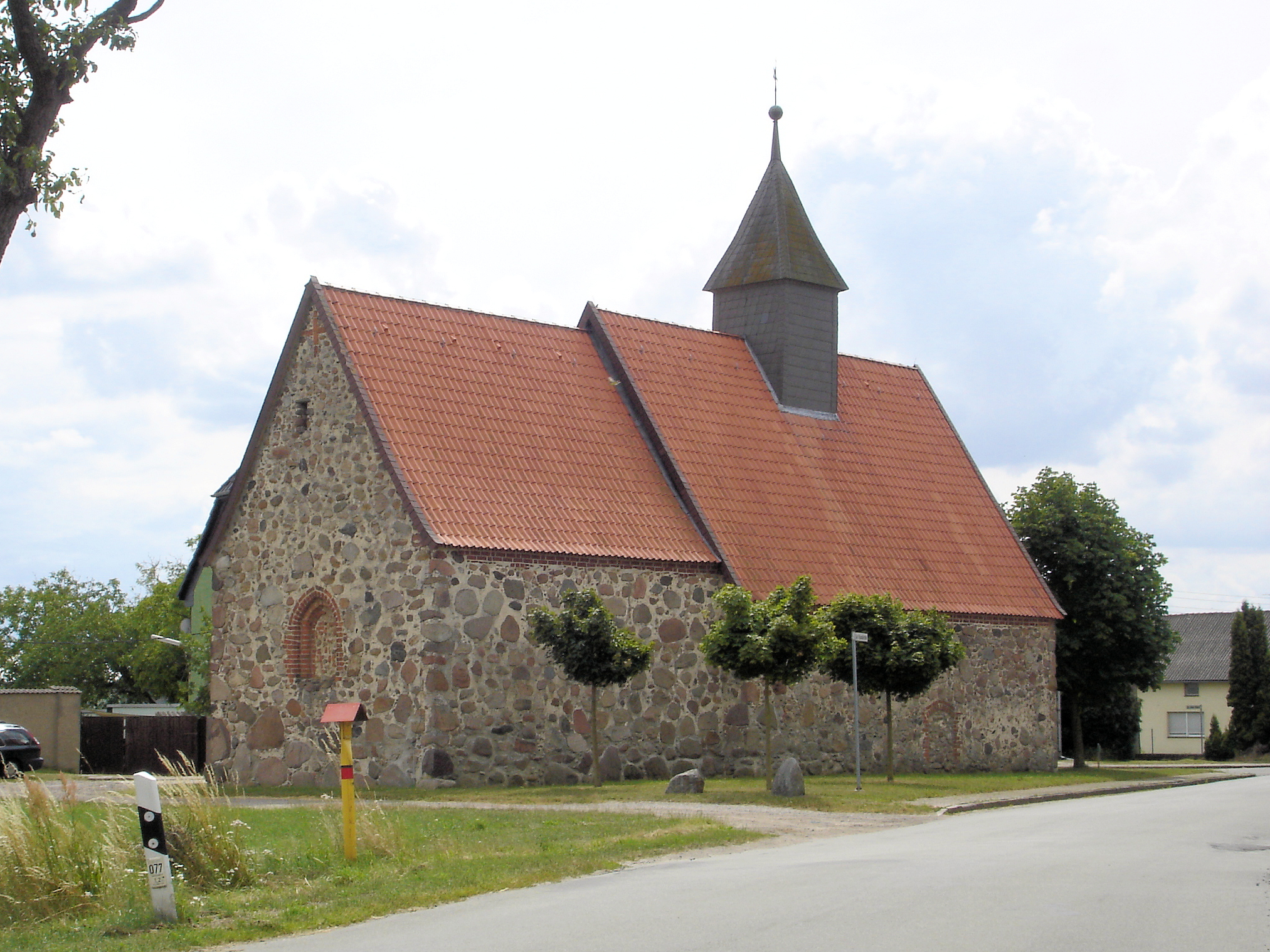
Klauskirche (auch: Kluskirche) in Stappenbeck

- Die evangelische Dorfkirche St. Marien in Stappenbeck ist ein spätromanischer Feldsteinbau.[28]
- Der Ortsfriedhof ist auf dem Kirchhof der Dorfkirche.
- Aus östlichen Ortsausgang steht die evangelische Klauskirche, eine Feldsteinkirche aus dem 15. Jahrhundert.[29] An der Nordseite befindet sich eine kleine vermauerte Pforte, um die sich eine Sage rankt.[30]
- In Stappenbeck steht in der Ortsmitte ein Denkmal für die Gefallenen des Ersten Weltkrieges.[31]

## Sagen aus Stappenbeck
Friedrich Krüger überlieferte 1859 eine Sage über einen großen Granitblock in der Flur namens „Klappensoll“. Diesen Stein soll der kleine David aus dem Nachbardorf Pretzier dem Riesen Goliat an den Kopf geworfen haben.
1848 berichteten Kuhn und Schwarz in der Sage „Das Loch in der Stappenbecker Kirche“, dass Stappenbeck eine katholische und eine lutherische Kirche gehabt hätte. In der katholischen hätte es früher viel Zulauf von Kranken gegeben. In der Mauer war ein Loch, wer durchkroch war augenblicklich gesund. Einmal ließ man krankes Vieh hindurchkriechen, da hörte das Wunder auf. Das Loch wurde zugemauert, die Kirche verfiel. Wilhelm Zahn berichte 1907, dass der untere Teil des Kirchturms der östlich vor dem Dorf stehenden Kirche „dat slangenloch“ hieß und dass sich bei der Kirche eine sogenannte Klus, also eine Kapelle befand. Nördlich vor der Mitte des Dorfes stand früher noch eine Kapelle, die zuletzt nur bei Begräbnissen benutzt wurde.
Einer weiteren Überlieferung nach soll die Klauskirche für die Wenden gebaut worden sein, welche von den Deutschen nicht in ihre Dorfkirche aufgenommen wurden.

## Söhne und Töchter von Stappenbeck
- Adolf Hilgenfeld (1823–1907), Theologe, geboren in Stappenbeck